# Inti chartacifolia
Inti chartacifolia là một loài thực vật có hoa trong họ Lan. Loài này được (Ames & C.Schweinf.) M.A.Blanco mô tả khoa học đầu tiên năm 2007.